# Visano
Visano (lombardul: Vizà vagy Izà) település Olaszországban, Lombardia régióban, Brescia megyében. Lakosainak száma 1980 fő (2023. január 1.). Visano Acquafredda, Calvisano, Isorella és Remedello községekkel határos.

## Népesség
A település lakossága az elmúlt években az alábbi módon változott:
| Lakosok száma | 1978 | 1956 | 1980 |
|               | 2017 | 2018 | 2023 |